# Editors
Editors est un groupe de rock indépendant britannique, originaire de Birmingham, en Angleterre. Il est composé à l'origine de Tom Smith, Russell Leetch, Edward Lay et Chris Urbanowicz. Il compte trois albums studio The Back Room (2005), An End Has a Start (2007) et In This Light and on This Evening (2009) qui ont atteint les sommets des ventes au Royaume-Uni, les deux premiers étant certifiés disque de platine. Le troisième album représente un changement musical important avec un son beaucoup plus électronique. En 2012, Chris Urbanowicz quitte le groupe alors que deux nouveaux membres, Justin Lockey et Elliott Williams, intègrent la formation. Pour son quatrième album, The Weight of Your Love (2013), le groupe revient à un son plus rock.

## Biographie

### Débuts (2002–2004)
Le groupe se forme en 2002 sous le nom de Pilot alors que Tom Smith, Russell Leetch, Chris Urbanowicz et Geraint Owen étudient la technologie musicale à l'université du Staffordshire, Tom Smith voulant par exemple devenir ingénieur du son. Ils changent de nom quand ils apprennent qu'un groupe écossais des années 1970 portait déjà ce nom et se rebaptisent The Pride. Le batteur Geraint Owen quitte la formation en 2003 et est remplacé par Edward Lay, le groupe se renommant alors Snowfield. Pendant l'été 2003, le groupe auto-édite un EP six titres et ses membres s'installent à Birmingham après avoir obtenu leur diplôme. Pendant un an, ils prennent des emplois à mi-temps et consacrent le reste du temps à répéter et jouer des concerts dans tout le Midlands. Le groupe envoie une démo de Bullets à plusieurs labels, suscitant ainsi leur intérêt, plusieurs dénicheurs de talents venant les voir jouer à Birmingham. En octobre 2004, le groupe, qui s'est rebaptisé Editors, signe un contrat avec le label indépendant Kitchenware Records, basé à Newcastle.

### The Back Room(2005–2006)

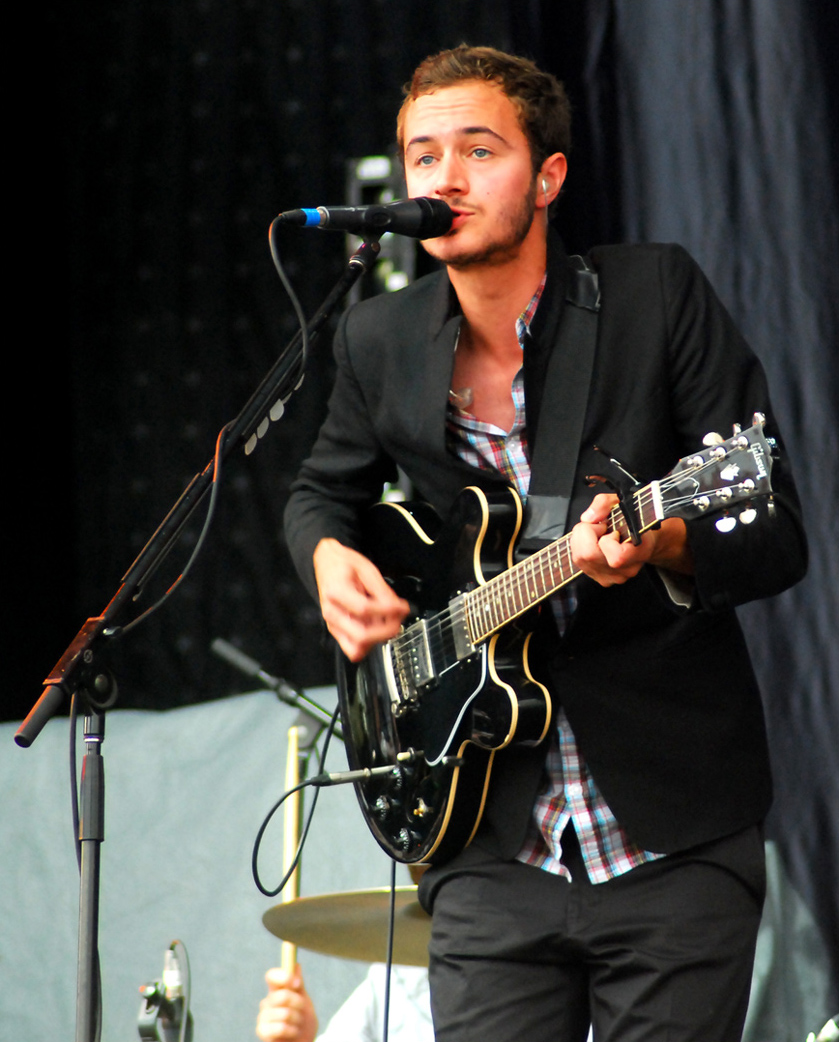
Le chanteur et guitariste Tom Smith en 2008.

Le premier single du groupe, Bullets, sort en édition limitée à 500 exemplaires chez Kitchenware Records, le 24 janvier 2005. Il est vite soutenu et diffusé au Royaume-Uni par des radios comme XFM ou BBC 6 Music avant d'être nommé « single de la semaine » dans l'émission de Zane Lowe sur BBC Radio 1. Leur deuxième single, Munich, sort en avril et atteint la 22e place de l'UK Singles Chart. Il est suivi de Blood en juillet, qui se classe pour sa part à la 18e place.
Leur premier album, The Back Room, sort le 25 juillet et recueille de bonnes critiques. Le groupe acquiert une plus grande notoriété en assurant la première partie de Franz Ferdinand lors des tournées britannique et européenne de cette formation. Munich est réédité en janvier 2006 et grimpe jusqu'à la 10e place de l'UK Singles Chart, l'album atteignant dans la foulée la 2e place de l'UK Albums Chart. Il est peu après certifié disque de platine au Royaume-Uni. La formation part en tournée aux États-Unis avec le groupe stellastarr* afin de promouvoir la sortie américaine de The Back Room et se produit dans des festivals importants comme Lollapalooza et Coachella. The Back Room est nommé au Mercury Music Prize, qui est remporté en septembre 2006 par l'album Whatever People Say I Am, That's What I'm Not.

### An End Has a Start(2007–2008)
Le groupe commence l'enregistrement de son deuxième album en novembre 2006 et le termine en janvier 2007. L'album An End Has a Start est publié le 25 juin et sa sortie est précédée par celle du single Smokers Outside the Hospital Doors, qui atteint la 7e place de l'UK Singles Chart. L'album se classe directement à la première place de l'UK Albums Chart et devient rapidement disque d'argent puis, plus tard, disque de platine. Le groupe est à l'affiche de plusieurs festivals estivaux dont le Glastonbury Festival, les Eurockéennes, Solidays, Oxegen, T in the Park, Pukkelpop et Lowlands avant de partir pour une tournée en Amérique du Nord en septembre, laquelle est suivie par une tournée européenne en octobre et novembre.
Le groupe organise une nouvelle tournée en Amérique du Nord en janvier et février 2008, puis une autre tournée européenne jusqu'en avril. Il est aussi nommé aux Brit Awards dans la catégorie du meilleur groupe britannique. La formation part ensuite pour une nouvelle série de festivals estivaux, dont Pinkpop, Glastonbury, Rock Werchter, Musilac et les Reading and Leeds Festivals et assure la première partie de R.E.M. lors de seize dates européennes. R.E.M. est le groupe favori des Editors qui reprennent le titre Orange Crush, régulièrement joué en live et présent sur la face-B du single Blood.

### In This Light and on This Evening(2008–2009)

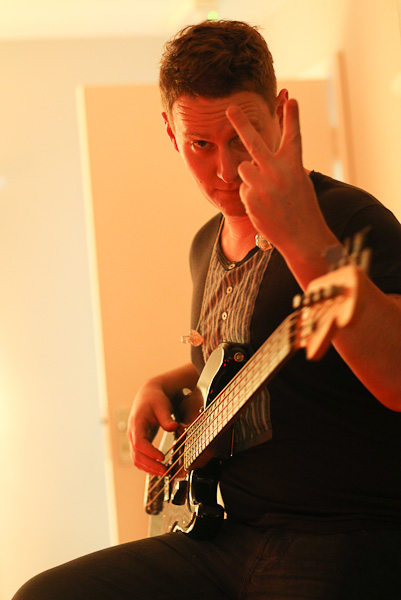
Le bassiste Russell Leetch en 2009.

Le groupe repart en studio fin 2008, Tom Smith déclarant que le groupe va explorer de nouvelles directions musicales. L'album est produit par Mark Ellis et son titre, In This Light and on This Evening, est dévoilé le 2 juin 2009 en même temps que l'annonce que le groupe inaugurera la nouvelle salle de concert de Birmingham, l'O2 Academy. L'album sort le 12 octobre et révèle un usage très important des synthétiseurs. L'album est accueilli de façon mitigée par la critique et, s'il se classe directement à la première place de l'UK Albums Chart, il reste toutefois moins longtemps dans le classement que ses prédécesseurs et n'obtient pas de certification au Royaume-Uni. Le single Papillon se classe néanmoins à la première place en Belgique (alors qu'il n'atteint que la 23e au Royaume-Uni) et l'album est certifié disque de platine dans ce pays.
La formation enregistre également une nouvelle chanson, No Sound But the Wind, pour la bande originale du film Twilight, chapitre II : Tentation (2009). Le groupe tourne dans toute l'Europe pendant l'automne 2009, en Amérique du Nord en février 2010, puis à nouveau en Europe au printemps. Il assure la première partie de Muse au stade de France le 11 juin avant de se produire dans des festivals estivaux.

### The Weight of Your Love(2011–2014)
En octobre 2011, Tom Smith affirme que le prochain album du groupe va conserver un son assez électronique. Le nouvel album est annoncé pour 2012 mais, le 16 avril, le groupe annonce que le guitariste Chris Urbanowicz quitte la formation en raison de différends artistiques. Son départ est compensé par l'arrivée de deux nouveaux membres, Justin Lockey et Elliott Williams, qui jouent avec le groupe lors des quatre concerts que celui-ci donne en 2012.
La nouvelle formation part finalement enregistrer le quatrième album du groupe à Nashville au début de l'année 2013 avec le producteur des Kings of Leon Jacquire King. En mars 2013, Tom Smith annonce que l'enregistrement est terminé et que le groupe va revenir « à ses racines » avec un son très rock et délaisser le son électronique de In This Light and on This Evening. La sortie du nouvel opus est prévue pour juillet 2013.
Le 6 mai 2013, Zane Lowe déclare, via son compte Twitter officiel, que le nouvel album du groupe serait intitulé The Weight of Your Love. Le premier single, A Ton of Love, est diffusé le jour même et la sortie de l'album est annoncée pour le 1er juillet. À sa sortie, l'album atteint la première place des charts en Belgique et aux Pays-Bas mais ne se classe que 6e au Royaume-Uni et obtient des critiques mitigées. En 2014, Elliott Williams quitte le groupe le temps de tourner avec son projet YdotOdotU, avec The 1975. Le groupe continue en tournée avec Nicholas Willes.

### In Dream(2014–2017)
En octobre 2014, le groupe revient en Écosse pour travailler sur un cinquième album. Pendant les sessions avec Andy Burrows pendant l'émission radio de Jo Wiley sur Radio 2, Tom Smith confirme l'écriture de nouveaux morceaux. Le 20 avril 2015, le groupe publie un nouveau morceau, No Harm, en téléchargement libre. Le morceau est plus tard publié à la commercialisation, et son clip est posté sur YouTube le 11 mai. Le 18 juin, ils sortent le clip du single Marching Orders. Il est réalisé par Rahi Rezvani (comme pour No Harm), et filmé aux Western Highlands en Écosse. Le morceau est publié le 19 juin en téléchargement, et à 300 presses vinyles dans les magasins Oxfam,.
Le 15 juillet 2015, le groupe annonce l'album In Dream via Facebook. Il est le premier des Editors à comprendre un duo. Le troisième single et clip Life is a Fear est diffusé à l'émission Apple Music Beats1 de Zane Lowe le 11 août 2015. Son clip, encore une fois réalisé par Rahi Rezvani, est publié sur YouTube le même jour. Le 22 septembre, Editors partagent The Law, un morceau de l'album avec Rachel Goswell de Slowdive.
Le cinquième album, In Dream, produit par les Editors et mixé par Alan Moulder, est publié le 2 octobre 2015. Il marque ses relations avec le photographe et réalisateur néerlandais né iranien Rahi Rezvani qui a réalisé le clip de Ocean of Night, publié le 24 novembre. En octobre 2015, Editors, aux côtés du Brussels Beer Project, sort sa propre bière, Salvation, nommé d'après un morceau de leur album In Dream.
En soutien à l'album, le groupe embarque dans une tournée de 42 dates, en octobre, novembre et décembre, au Royaume-Uni, en Irlande et en Europe. Editors jouent avec les Manic Street Preachers pour leur tournée spéciale 20e anniversaire de leur album Everything Must Go. Ils jouent aussi au Glastonbury, Bråvalla, Rock Werchter, Bilbao BBK Live 2016 et dans plus d'une vingtaine de festivals.

### Violence(2018-2021)
Le groupe sort son sixième album studio, Violence, le 9 mars 2018. Le premier single, Magazine, est dévoilé en avant-première à la radio lors de l'émission BBC Radio 2 de Jo Whiley le 15 janvier 2018. Violence comprend neuf morceaux. Le deuxième single "Hallelujah (So Low)" a été présenté pour la première fois lors de l’émission d’Annie Mac sur BBC Radio 1 le 21 février 2018. Le groupe a autoproduit l'album avec Leo Abrahams et a été assisté musicalement par Benjamin John Power, également connu sous le nom de Blanck Mass, qui est la moitié du duo de musique drone Fuck Buttons.

### Black Gold(2019-2020)
Le groupe sort le 25 octobre 2019 une compilation de ses plus grands succès, avec également trois inédits (Black Gold, Frankenstein, Upside Down). S'ensuit en 2020 une grosse tournée européenne qui a débuté à Paris à la salle Pleyel le 30 janvier 2020. Cette tournée sera malheureusement interrompue par la pandémie de Covid-19.

### EBM(depuis 2022)
Editors annonce le 20 avril 2022 l'arrivée de Benjamin John Power (sous le nom d'artiste Blanck Mass), ayant déjà travaillé avec eux auparavant, en tant que membre officiel de la formation. Dans la foulée, le groupe sort Heart Attack, premier titre de leur septième album studio. Celui-ci, intitulé EBM, pour Editors/Blanck Mass, est publié le 22 septembre 2022.

## Style musical
La musique du groupe, à l'atmosphère sombre et théâtrale, a été comparée à celle de groupes des années 1980 tels que Joy Division et Echo and the Bunnymen ainsi qu'à celle de groupes plus récents comme R.E.M. et Elbow à leurs débuts ou encore Bloc Party. Ils ont également souvent été comparés à Interpol, notamment à travers les similitudes vocales des voix graves et caverneuses des chanteurs des deux groupes. Sur le troisième album du groupe, le son de guitare sec et brut est remplacé par un usage massif du synthétiseur.
Les paroles des chansons sont écrites par Tom Smith alors que la composition musicale est un effort collectif qui fait suite à une première version au piano ou à la guitare de Smith. Les paroles sont souvent ambiguës à dessein afin que les auditeurs puissent s'en faire leur propre interprétation.

## Membres

### Membres actuels
- Tom Smith - chant, guitare, piano (depuis 2002)
- Russell Leetch - basse, synthétiseur, chœurs (depuis 2002)
- Edward Lay - batterie, percussions, chœurs (depuis 2003)
- Justin Lockey - guitare solo (depuis 2012)
- Elliott Williams - claviers, synthétiseur, guitare, chœurs (depuis 2012)
- Benjamin John Power (Blanck mass) - claviers, arrangements (depuis 2022)

### Anciens membres
- Chris Urbanowicz - guitare (2002-2012)
- Geraint Owen - batterie (2002-2003)

## Discographie

### Singles
| Année | Titre                              | Position dans les classements | Position dans les classements | Position dans les classements | Position dans les classements | Position dans les classements | Position dans les classements | Position dans les classements | Position dans les classements | Album                             |
| Année | Titre                              | UK                            | IRE                           | BEL                           | ALL                           | P-B                           | AUT                           | SUI                           | ESP                           | Album                             |
| ----- | ---------------------------------- | ----------------------------- | ----------------------------- | ----------------------------- | ----------------------------- | ----------------------------- | ----------------------------- | ----------------------------- | ----------------------------- | --------------------------------- |
| 2005  | Bullets                            | 54                            |                               |                               |                               |                               |                               |                               |                               | The Back Room                     |
| 2005  | Munich                             | 22                            |                               |                               |                               |                               |                               |                               |                               | The Back Room                     |
| 2005  | Blood                              | 18                            | –                             | –                             | –                             | –                             | –                             | –                             |                               | The Back Room                     |
| 2005  | Bullets (réédition)                | 27                            | –                             | –                             | –                             | –                             | –                             | –                             |                               | The Back Room                     |
| 2006  | Munich (réédition)                 | 10                            | 42                            | −                             | −                             | 97                            | –                             | –                             |                               | The Back Room                     |
| 2006  | All Sparks                         | 21                            | –                             | –                             | 82                            | –                             | –                             | –                             |                               | The Back Room                     |
| 2006  | Blood (réédition)                  | 39                            | –                             |                               |                               |                               |                               |                               |                               | The Back Room                     |
| 2007  | Smokers Outside the Hospital Doors | 7                             | 39                            | 47                            | –                             | 89                            | –                             | –                             | –                             | An End Has a Start                |
| 2007  | An End Has a Start                 | 27                            | –                             | 53                            | 88                            | 90                            | –                             | –                             | –                             | An End Has a Start                |
| 2007  | The Racing Rats                    | 26                            | –                             | 36                            | –                             | 20                            | –                             | –                             | –                             | An End Has a Start                |
| 2008  | Push Your Head Towards the Air     | –                             | –                             | –                             | –                             | –                             | –                             | –                             | 19                            | An End Has a Start                |
| 2008  | Bones (Téléchargement uniquement)  |                               | –                             | 60                            | –                             | –                             | –                             | –                             | –                             | An End Has a Start                |
| 2009  | Papillon                           | 23                            | –                             | 1                             | 43                            | 16                            | 44                            | 52                            | –                             | In This Light and on This Evening |
| 2010  | You Don't Know Love                | –                             | –                             | 1                             | –                             | –                             | –                             | –                             | –                             | In This Light and on This Evening |
| 2010  | Eat Raw Meat = Blood Drool         | -                             | –                             | -                             | –                             | –                             | –                             | -                             | -                             | In This Light and on This Evening |
| 2013  | A Ton of Love                      | -                             | -                             | 32                            | -                             | 54                            | -                             | -                             | -                             | The Weight of Your Love           |
| 2013  | Formaldehyde                       | -                             | –                             | -                             | –                             | –                             | –                             | -                             | -                             | The Weight of Your Love           |
| 2013  | Honesty                            | -                             | –                             | -                             | –                             | –                             | –                             | -                             | -                             | The Weight of Your Love           |
| 2014  | Sugar                              | -                             | –                             | -                             | –                             | –                             | –                             | -                             | -                             | The Weight of Your Love           |
| 2015  | No Harm                            | -                             | –                             | -                             | –                             | –                             | –                             | -                             | -                             | In Dream                          |
| 2015  | Marching Orders                    |                               | –                             | -                             | –                             | –                             | –                             | -                             | -                             | In Dream                          |